# Paquete neurovascular
Un paquete neurovascular es una estructura que une los nervios y las venas (y en algunos casos las arterias y los vasos linfáticos ) con el tejido conectivo para que viajen en conjunto a través del cuerpo.

## Estructura
Existen dos tipos de paquetes neurovasculares: superficiales y profundos. Como las arterias no discurren por la fascia superficial (el tejido conectivo laxo subcutáneo), los paquetes neurovasculares superficiales difieren de los profundos tanto en su composición como en su función.

### Paquetes superficiales
Los paquetes neurovasculares superficiales no incluyen arterias y están compuestos principalmente por capilares y nervios . Los capilares funcionan como puntos de intercambio de sustancias entre el líquido intersticial y la sangre y tienden a tener una gran superficie y una vía de difusión corta. Normalmente, los capilares constan de una luz central revestida por endotelio (una sola capa de células epiteliales lisas).

### Paquetes profundos
Los paquetes neurovasculares profundos, que a menudo incluyen arterias, tienen una estructura más compleja que los superficiales. Como las arterias tienen una presión arterial intraluminal elevada en comparación con los capilares y las venas, estos paquetes presentan estructuras de músculo liso y tejido conectivo extra-endoteliales. Esta estructuras permiten que las arterias se contraigan, se relajen, mantengan su flexibilidad y transporten sangre bajo presión.

## Función
Los paquetes neurovasculares son críticos para los axones, pues garantizan un suministro continuo de sangre oxigenada a los nervios.

## Importancia clínica
Tanto los paquetes neurovasculares superficiales como los profundos están en riesgo durante las incisiones quirúrgicas .

### Cirugía de pierna
En cirugía, los principales paquetes neurovasculares superficiales en riesgo de sufrir una lesión son, medialmente, la vena safena mayor y su nervio acompañante, y, lateralmente, el nervio peroneo superficial . Este nervio se origina en el nervio peroneo común cerca del cuello del peroné y discurre entre los músculos peroneo largo y corto, inervando ramos motores para estos músculos. Posteriormente, la rama superficial continúa hacia el dorso del pie para inervar fibras sensitivas a la piel.
El paquete neurovascular profundo que más riesgo corre es la arteria tibial posterior . Se encuentra en la cara posterior del músculo tibial posterior y el flexor largo de los dedos, y medial al vientre del músculo flexor largo del dedo gordo. También da origen a la arteria plantar medial y a la arteria plantar lateral . 
Durante la cirugía, estos paquetes neurovasculares, tanto superficiales como profundos, deben protegerse para prevenir daños neurológicos. Una técnica quirúrgica común, basada en la anatomía, para evitar dañar los paquetes neurovasculares consiste en socavar anteriormente el margen tibial posterior tras alcanzar la fascia, evitando así la vena y el nervio safeno. El compartimento posterior profundo es superficial y fácilmente accesible. La fascia del compartimento posterior profundo se abre cuidadosamente distal y proximalmente, bajo el vientre del músculo sóleo, prestando especial atención al paquete neurovascular tibial posterior. A través de la misma incisión, se abre ampliamente la fascia del compartimento posterior superficial, dos centímetros posterior y paralela a la incisión en la fascia del compartimento profundo.

### Cirugía de próstata
La preservación de ambos paquetes neurovasculares durante la prostatectomía radical con preservación nerviosa (PN) mejora la continencia urinaria y la función eréctil.  Por consiguiente, la PN se recomienda en hombres mayores y en aquellos con disfunción eréctil preexistente, a quienes muchos cirujanos anteriormente solo habrían ofrecido cirugía sin PN. También se observó que, durante las cirugías con preservación de haces neurovasculares, la frecuencia de márgenes positivos fue de tan solo el 5,8 %. 